# Tiroler Dramatikerfestival
Das Tiroler Dramatikerfestival ist ein Theaterfestival im österreichischen Bundesland Tirol und wird alle zwei Jahre durchgeführt. Die vom Land Tirol, der Stadt Innsbruck und dem Bund geförderte Werkschau steht unter dem Patronat von Klaus Rohrmoser (Schauspieler, Regisseur, Schauspieldirektor), der das Festival im Jahre 2002 gründete.
Das Festival zeigt alle zwei Jahre neue Stücke von Tiroler Autoren bzw. von Gastautoren, die sich mit einem Tiroler Thema beschäftigen. Jede Produktion hat durchschnittlich fünf Aufführungen und das gesamte Festival einen Zuschauerschnitt von jeweils ca. 3.000 Besuchern. Das Festival zeigt Eigen- und Koproduktionen mit verschiedenen Tiroler Theatern und unkonventionellen Spielorten.

## Ur- und Erstaufführungen (Auswahl)
- 2002 Langes afn Zirblhouf von Toni Bernhart
- 2002 Obduktion Titus A. von Egon A. Prantl
- 2004 Von drei (un)möglichen Schritten von Margareth Obexer
- 2004 Raffl von Thomas Gassner
- 2004 Pissoir von Bernhard Aichner
- 2006 Lilly & Dan von Thomas Gassner
- 2006 Martinisommer von Toni Bernhart
- 2008 Kidnappin’ Chaplin Martin Kolozs
- 2009 Gottes Guerilla von Marc Pommerening
- 2010 Furcht und Zittern von Händl Klaus (Österreichische Erstaufführung)
- 2010 Es ist das Dunkel, das ich fürchte von Martin Kolozs
- 2012 Die Bläue bleibt in etwa zu 52 % Petra Maria Kraxner
- 2012 Hexenhammer von Matthias Kessler
- 2014 Die Wut der Sanftmütigen von Judith Mirjam Keller
- 2014 Umhausen von Martin Plattner
- 2016 Brunnenlichter von Madeleine Weiler
- 2016 Emma von Martin Fritz
- 2018 Federleicht von Judith Mirjam Keller
- 2018 Nullmensch von Jovica Létic